# 宮崎町 (薩摩川内市)
宮崎町（みやざきちょう）は、鹿児島県薩摩川内市の町。旧薩摩郡川内町宮崎町、川内市宮崎町。郵便番号は895-0013。人口は3,687人、世帯数は1,647世帯（2020年10月1日現在）。

## 地理
薩摩川内市西部、川内川水系宮崎川下流域に位置している。赤沢津、宮崎、原の3集落から構成されており、東部は権現原に続く台地上にある。字域の北方から西方にかけては平佐町、南方には百次町、西方には勝目町、隈之城町、向田町が接している。
字域の西部を南北に九州新幹線が通り、字域内には川内新幹線車両センターがあり、鹿児島ルート全線開業以前は敷地内に新幹線鉄道事業部が所在していた。中央部には鹿児島県道36号川内郡山線が南北に通っており、南部では鹿児島県道336号山田隈之城線が東西に通っている。

### 字名の由来
宮崎町という地名は川内町大字東手の旧小字名「宮崎」に由来している。

## 歴史
1940年（昭和15年）2月10日に鹿児島県公報に掲載され、同日に施行された「 薩摩郡川内町、町名改稱竝區域變更」（鹿児島県告示）により「同郡同町大字東手ヲ廢止シ其ノ區域中（中略）字横枕、江川口、清水田、沖玉、力手、古川、口町、森殿原、松ケ元、小牟田、竹下、中津町、二口手、石瀬、下久保田、中久保田、大鐘、八幡田、内ヶ町、白毛、出口、園畑、迫田、北迫、赤殿原、外畑、丸尾、瀬戸口、大久保、諏訪後、六反堀、出居原、下ノ原、道場堀、春日原、餘村、土器薗、坂上、本町、吉留、折掛、鶴田、小薗、來福迫、寺田、尾崎、論地迫、松ケ迫、原、六反平、三本松、南川地、安國寺、大堀、尾曲、尾下、毛之巣、岩元、大牟田、溝添、佛生、島森ノ區域ヲ宮崎町（ミヤザキチヨウ）ト」することが鹿児島県知事によって許可され、薩摩郡川内町大字東手のうち字横枕、江川口、清水田、沖玉、力手、古川、口町、森殿原、松ケ元、小牟田、竹下、中津町、二口手、石瀬、下久保田、中久保田、大鐘、八幡田、内ヶ町、白毛、出口、園畑、迫田、北迫、赤殿原、外畑、丸尾、瀬戸口、大久保、諏訪後、六反堀、出居原、下ノ原、道場堀、春日原、餘村、土器薗、坂上、本町、吉留、折掛、鶴田、小薗、來福迫、寺田、尾崎、論地迫、松ケ迫、原、六反平、三本松、南川地、安國寺、大堀、尾曲、尾下、毛之巣、岩元、大牟田、溝添、佛生、島森の区域を以て川内町の町「宮崎町」が設置された。翌日の2月11日には薩摩郡川内町が単独で市制施行し川内市となった。
2004年（平成16年）10月12日に川内市、東郷町、入来町、祁答院町、樋脇町、下甑村、上甑村、鹿島村、里村が新設合併し薩摩川内市が設置された。この市町村合併に伴い設置された法定合併協議会において川内市の町・字については「現行通りとする。」と協定されたため、名称の変更は行われずに薩摩川内市の町となった。

### 字域の変遷
| 変更後               | 変更年             | 変更前                 |
| -------------------- | ------------------ | ---------------------- |
| 川内市宮崎町（新設） | 1940年（昭和15年） | 川内町大字東手（一部） |

## 文化財

### 市指定
- 森殿原の宝塔（有形文化財（歴史資料））[12]

## 人口
以下の表は国勢調査による小地域集計が開始された1995年以降の人口の推移である。
| 年                 | 人口  |
| ------------------ | ----- |
| 1995年（平成7年）  | 3,106 |
| 2000年（平成12年） | 3,151 |
| 2005年（平成17年） | 3,021 |
| 2010年（平成22年） | 3,102 |
| 2015年（平成27年） | 3,253 |
| 2020年（令和2年）  | 3,687 |

## 施設

### 公共
- 宮崎原自治公民館

### 寺社
- 矢奉射神社
- 仏命寺

### その他
- 九州旅客鉄道川内新幹線車両センター

## 小・中学校の学区
市立小・中学校に通う場合、学区（校区）は以下の通りとなる。
| 町丁   | 番地 | 小学校                   | 中学校                   |
| ------ | ---- | ------------------------ | ------------------------ |
| 宮崎町 | 全域 | 薩摩川内市立隈之城小学校 | 薩摩川内市立川内南中学校 |

## 交通

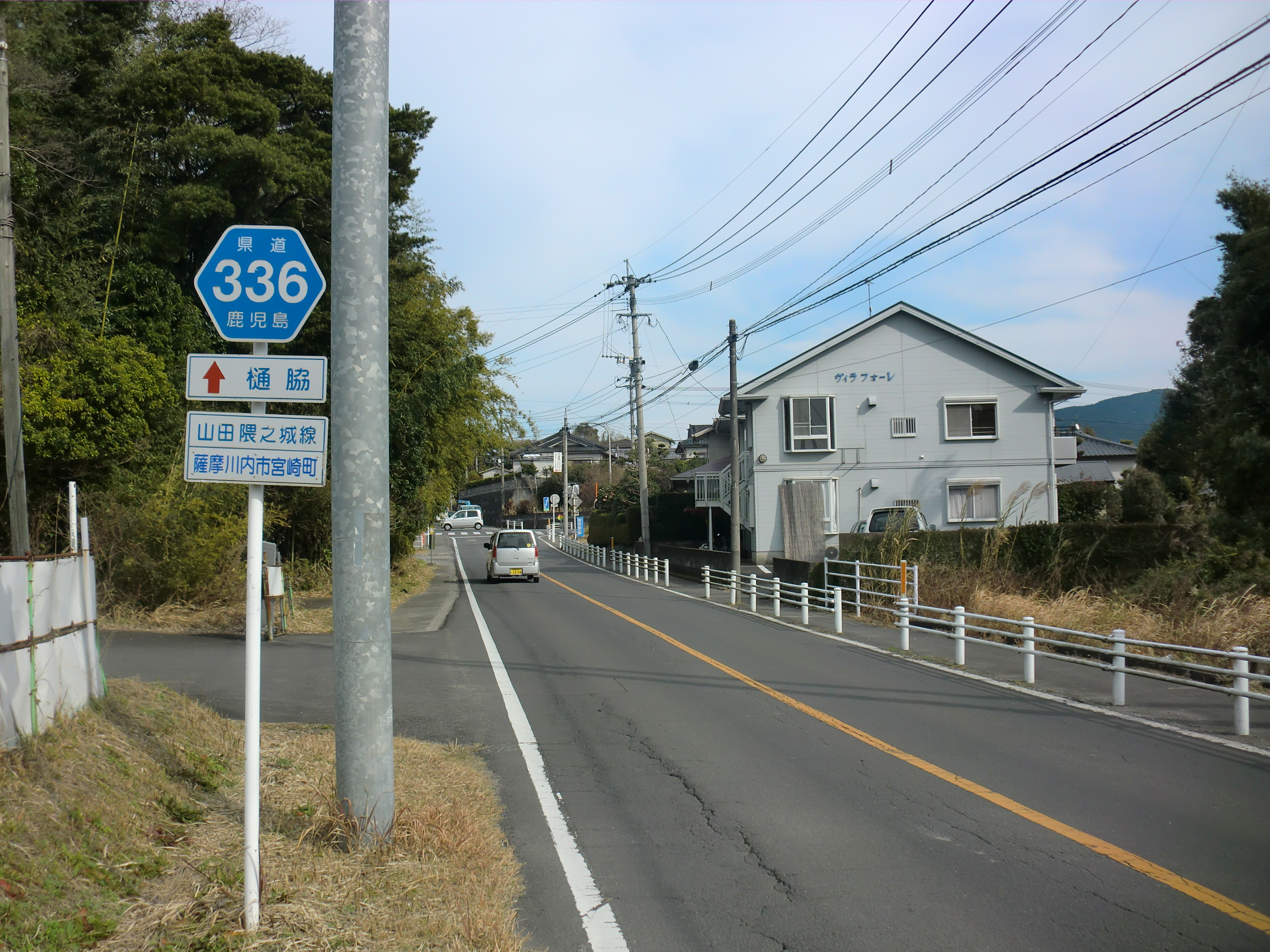
県道336号山田隈之城線

### 道路
主要地方道
- 鹿児島県道36号川内郡山線

一般県道
- 鹿児島県道336号山田隈之城線

## 出身人物
- 藤田実彦（大日本帝国陸軍軍人（大佐））[19]